# Pink Sparkle
Pink Sparkle es un EP gratuito lanzado por Kylie Minogue junto a la venta de su perfume del mismo nombre. Contiene una canción de su álbum Aphrodite; Can't Beat the Feeling, un lado B de All The Lovers; Go Hard Or Go Home, y tres canciones en vivo de su álbum en vivo Kylie Live in New York; Boombox/Can't Get You Out Of My Head, Speakerphone y I Believe in You.

## Listado de canciones
1. Can't Beat the Feeling
2. Go Hard Or Go Home
3. Boombox/Can't Get You Out Of My Head (En vivo)
4. Speakerphone (En vivo)
5. I Believe in You (En vivo)